# 国道270号
国道270号（こくどう270ごう）は、鹿児島県枕崎市からいちき串木野市に至る一般国道である。薩摩半島の西岸を縦断する。

## 概要

### 路線データ

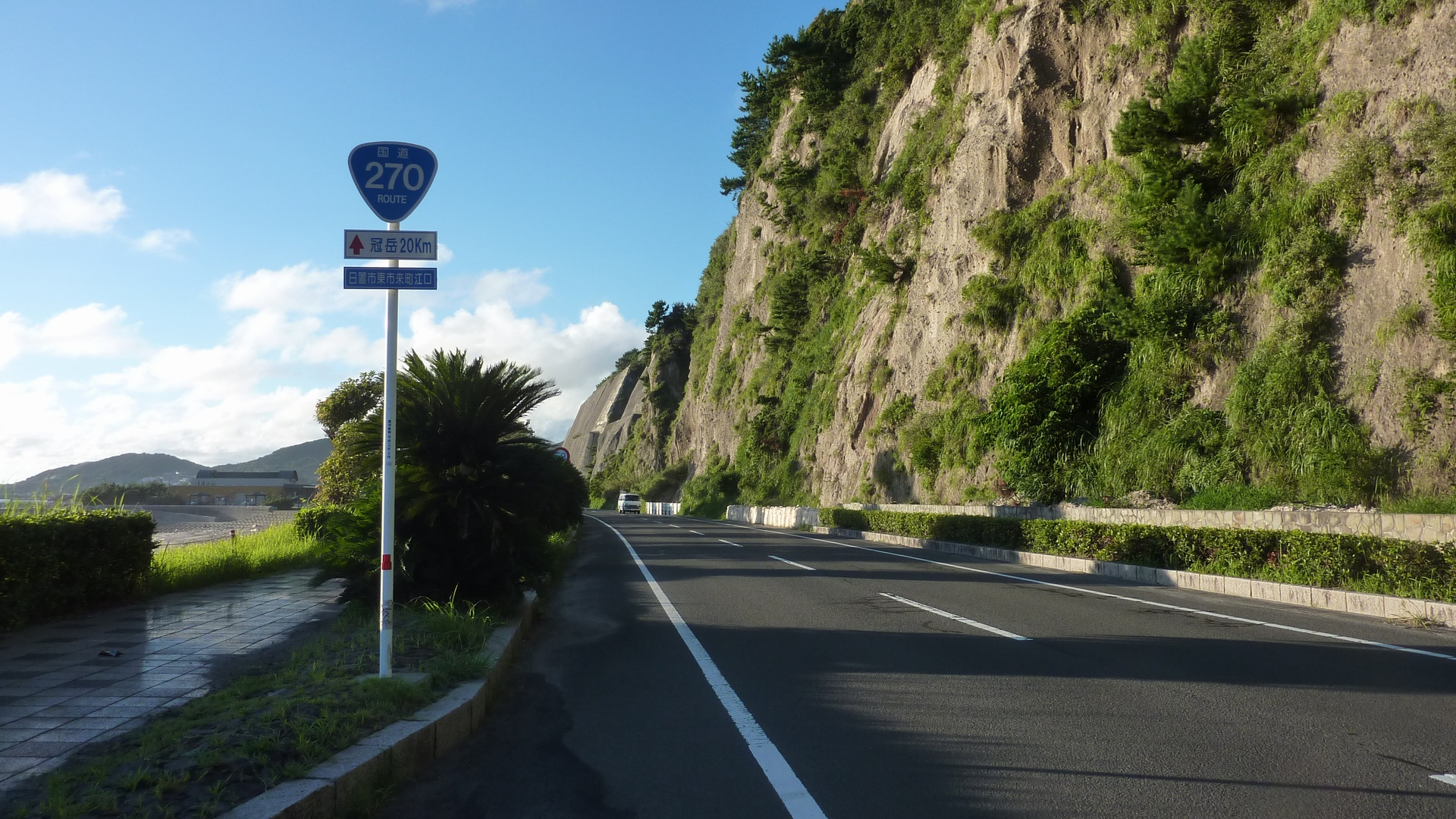
日置市東市来町（江口浜）

一般国道の路線を指定する政令に基づく起終点および重要な経過地は次のとおり。
- 起点：枕崎市（町頭交差点 = 国道225号起点、国道226号交点）
- 終点：鹿児島県日置郡市来町[注釈 2]（市来農芸高前交差点 = 国道3号交点）
- 重要な経過地：加世田市[注釈 3]
- 総延長 : 59.4 km[2][注釈 4]
- 重用延長 : なし[2][注釈 4]
- 未供用延長 : なし[2][注釈 4]
- 実延長 : 59.4 km[2][注釈 4]
  - 現道 : 50.9 km[2][注釈 4]
  - 旧道 : 8.5 km[2][注釈 4]
  - 新道 : なし[2][注釈 4]
- 指定区間：国道225号と重複する区間（枕崎市・町頭交差点（起点） - 平田潟交差点）[3]

## 歴史
- 1963年（昭和38年）4月1日 - 二級国道270号枕崎串木野線（鹿児島県枕崎市 - 鹿児島県日置郡市来町（現：いちき串木野市））として指定。路線名の串木野は、日置郡市来町に隣接していた串木野市のことである。
- 1965年（昭和40年）4月1日 - 一般国道270号（鹿児島県枕崎市 - 鹿児島県日置郡市来町）となる。
- 2021年（令和3年）3月23日 - 宮崎バイパス（南さつま市金峰町中津野 - 金峰町尾下、4.5 km）が全線開通[4][5][6]。

## 路線状況

### バイパス
- 宮崎バイパス（南さつま市）

### 重複区間
- 国道225号（枕崎市西本町・町頭交差点（起点） - 枕崎市平田町・平田潟交差点）

### 道路施設

#### 橋梁
起点から
- 万之瀬橋（万之瀬川、南さつま市）
- 薩摩渡瀬橋（大里川、いちき串木野市）
- 新迫田橋（大里川、いちき串木野市（バイパス区間））

#### トンネル
- 大里トンネル：延長445 m、1995年（平成7年）竣工、日置市 - いちき串木野市（バイパス区間）

#### 道の駅
- きんぽう木花館（南さつま市）

## 地理

### 通過する自治体
- 鹿児島県
  - 枕崎市 - 南さつま市 - 日置市 - いちき串木野市

### 交差する道路
| 交差する道路                                               | 市町村名       | 交差する場所   | 交差する場所                       |
| ---------------------------------------------------------- | -------------- | -------------- | ---------------------------------- |
| 国道225号 重複区間起点 国道226号                           | 枕崎市         | 西本町         | 町頭交差点 / 起点                  |
| 国道225号 重複区間終点                                     | 枕崎市         | 平田町         | 平田潟交差点                       |
| 鹿児島県道269号坊之津久木野線                              | 南さつま市     | 加世田津貫     |                                    |
| 鹿児島県道270号久志上津貫線                                | 南さつま市     | 加世田津貫     |                                    |
| 鹿児島県道275号松薗加世田線                                | 南さつま市     | 加世田内山田   |                                    |
| 国道226号 鹿児島県道29号石垣加世田線                       | 南さつま市     | 加世田本町     | 市役所前交差点                     |
| 鹿児島県道31号加世田川辺線                                 | 南さつま市     | 加世田本町     | 本町交差点                         |
| 国道270号 / 宮崎バイパス 鹿児島県道297号阿多川辺線         | 南さつま市     | 金峰町宮崎     | 阿多交差点                         |
| 鹿児島県道20号鹿児島加世田線                               | 南さつま市     | 金峰町宮崎     | 宮崎交差点                         |
| 鹿児島県道20号鹿児島加世田線 重複区間起点                  | 南さつま市     | 金峰町新山     | [ 注釈 5 ]                         |
| 鹿児島県道20号鹿児島加世田線 重複区間終点                  | 南さつま市     | 金峰町中津野   | [ 注釈 5 ]                         |
| 国道270号 / 宮崎バイパス                                   | 南さつま市     | 金峰町尾下     |                                    |
| 鹿児島県道22号谷山伊作線 鹿児島県道294号湯之浦伊作停車場線 | 日置市         | 吹上町中原     | 中原交差点                         |
| 鹿児島県道296号田之頭吹上線                                | 日置市         | 吹上町中原     | 吹上中前交差点                     |
| 鹿児島県道35号永吉入佐鹿児島線                             | 日置市         | 吹上町永吉     | 永吉交差点                         |
| 鹿児島県道37号伊集院日吉線                                 | 日置市         | 日吉町日置     | 日置帆の港交差点                   |
| 国道270号 / バイパス 鹿児島県道303号江口長里線             | 日置市         | 東市来町伊作田 |                                    |
| 鹿児島県道306号戸崎湯之元停車場線 重複区間起点             | 日置市         | 東市来町湯田   |                                    |
| 鹿児島県道306号戸崎湯之元停車場線 重複区間終点             | いちき串木野市 | 大里           |                                    |
| 国道3号                                                    | いちき串木野市 | 湊町一丁目     | 市来農芸高前交差点 / 終点          |
| 国道3号                                                    | いちき串木野市 | 大里           | 国道270号入口交差点 / バイパス終点 |